# Peter Seißer
 Peter Seißer (* 11. September 1943 in Würzburg) ist ein deutscher Politiker (SPD), Heimatforscher und Buchautor. Von 1990 bis 2008 war er Landrat des Landkreises Wunsiedel i. Fichtelgebirge.

## Werdegang
Väterlicherseits stammt er aus einer alten Würzburger Kaufmannsfamilie. Er wuchs in Wunsiedel auf. Nach seinem Abitur am Gymnasium Wunsiedel studierte er von 1962 bis 1967 Rechtswissenschaften und Politische Wissenschaften an den Universitäten Erlangen, Berlin und München. Nach bestandener 1. Juristischer Staatsprüfung im Jahr 1967 verbrachte er die Referendarzeit in Oberbayern und Schwaben. Gleichzeitig promovierte er im Jahr 1969 an der Ludwig-Maximilians-Universität München über das Verhältnis des Allgemeinen Gleichheitssatzes zu Besonderen Gleichheitsätzen des Grundgesetzes zum Dr. jur.

## Berufstätigkeit
Nach der 2. Juristischen Staatsprüfung kehrte Seißer 1971 in seine oberfränkische Heimat zurück. Hier arbeitete er bis 1990 als Verwaltungsjurist beim Landratsamt Bayreuth und bei der Regierung von Oberfranken, zuletzt als Regierungsdirektor. Ab 1972 war er für die SPD, der er seit 1970 angehört, Mitglied des Wunsiedler Stadtrats und ab 1978 zusätzlich Mitglied des Wunsiedler Kreistags. Dabei übte er in beiden Gremien lange Jahre die Funktion des Fraktionsvorsitzenden aus. Von 1984 bis 1990 war er Stellvertreter des Landrats, bis er bei der Kommunalwahl 1990 zum Landrat des Landkreises Wunsiedel i. Fichtelgebirge gewählt wurde. In diesem Amt wurde er zweimal wiedergewählt. 2008 trat er altersbedingt nicht erneut zur Wahl an.
Als Landrat war Seißer stark an der deutsch-tschechischen Verständigung interessiert (u. a. Präsidiumsmitglied der Euregio Egrensis) sowie am internationalen Jugendaustausch (u. a. Begründung der Partnerschaft zwischen dem Landkreis Wunsiedel i. Fichtelgebirge und der türkischen Stadt Torbalı). In seine Amtszeit fielen u. a. der Ausbau des Schulwesens im Landkreis und der Aufbau neuer Museen, vor allem des Deutschen Porzellanmuseums (heute Porzellanikon, Deutsches Museum für Porzellan in Hohenberg a. d. Eger und Selb), die Fusion von zwei Krankenhausträgern (Krankenhaus Selb und Krankenhaus Marktredwitz zum Klinikum Fichtelgebirge), der Erwerb des militärisch genutzten Gipfelbereichs des Schneebergs (1051 m) für den Landkreis und dessen Renaturierung, sowie der Neubau von mehreren BRK-Rettungswachen.
Die Beisetzung des Hitlerstellvertreters Rudolf Heß in Wunsiedel führte seit 1988 zu Problemen mit rechtsradikalen Demonstrationen. Als Landrat schlug Seißer 2005 eine Verschärfung des Strafrechts vor, die nach einem entsprechenden Gesetzesbeschluss durch den Deutschen Bundestag ein Verbot aller auf Rudolf Heß bezogenen Demonstrationen ermöglichte.
Von 1990 bis 2008 war Seißer beim Landkreistag Bayern stellvertretender Vorsitzender des Rechts- und des Umweltausschusses.

## Gesellschaftliches Engagement
Seißer betätigte sich früh in der Naturschutzarbeit. So arbeitete er am 1. Einrichtungsplan des Naturparks Fichtelgebirge mit. Er war Hauptnaturschutzwart des Fichtelgebirgsvereins, bevor er von 1978 bis 1990 als Landesnaturschutzwart der Bayerischen Gebirgs- und Wandervereine wirkte. In dieser Zeit wurde er auch in den Naturschutzbeirat beim Bayerischen Umweltministerium berufen. Von 1978 bis 2005 war er stellvertretender Vorsitzender des Fichtelgebirgsvereins, von 1990 bis 2008 Vorsitzender des Naturparks Fichtelgebirge.
In den Jahren 1990 bis 2008 war er zusätzlich Vorsitzender zahlreicher weiterer Vereine und Organisationen, wie dem BRK-Kreisverband Wunsiedel, dem Kreisverband für Gartenbau und Landschaftspflege und dem Verein für das Lernbehinderte Kind.
Seit seiner Jugend ist Seißer in der evangelischen Kirche engagiert. Er ist seit 1976 Mitglied des Kirchenvorstands Wunsiedel sowie des Dekanatsausschusses. Darüber hinaus war er von 2002 bis 2020 Mitglied der Bayerischen Landessynode, von 2008 bis 2014 als deren Vizepräsident, und von 2008 bis 2014 Mitglied der Synoden der EKD und der VELKD.

## Auszeichnungen
- Bayerischer Verdienstorden[1]
- Bayerische Verfassungsmedaille in Silber[5]
- Kommunale Verdienstmedaille in Silber[1]
- Bundesverdienstkreuz am Bande[1]
- Altlandrat des Landkreises Wunsiedel i. Fichtelgebirge[6]
- Ehrenbürger der Stadt Wunsiedel[7]

## Veröffentlichungen (Auswahl)
- Das Verhältnis des allgemeinen Gleichheitssatzes (Art. 3 Abs. 1 Grundgesetz) zu besonderen Gleichheitssätzen. Eine kritische Untersuchung der Rechtsprechung des Bundesverfassungsgerichts. München 1970.
- Sozialdemokratie in Wunsiedel: 1900, 1903, 1983; e. Beitr. zur Geschichte Wunsiedels u. d. Arbeiterbewegung im Fichtelgebirge. SPD-Ortsverein Wunsiedel, Wunsiedel 1983.
- So ist doch gewiss, dass Gott seine Kirche erhalten will und erhalten wird: 450 Jahre Dekanate Wunsiedel und Kirchenlamitz-Selb; 1558–2008. Evang.-Luth Dekanat Wunsiedel, Wunsiedel 2008.
- Wunsiedel: Band einer Geschichte der Stadt Wunsiedel / Band II/2: 1632–1810. Stadt Wunsiedel, Wunsiedel 2015.